# Richard Zäh
Richard Zäh (* 10. Dezember 1947 in Dietfurt in Mittelfranken; † 14. November 2020 ebenda) war ein deutscher Kommunalpolitiker (CSU). Er ist Ehrenbürger der mittelfränkischen Stadt Treuchtlingen.

## Leben
Zäh wurde in Dietfurt in Mittelfranken geboren, einem heutigen Ortsteil von Treuchtlingen. Sein Vater Adolf sowie sein Großvater und auch sein Urgroßvater waren Bürgermeister Dietfurts. Zäh besuchte die Bauernschule in Herrsching am Ammersee, die er 1973 als Landwirtschaftsmeister abschloss. 1970 übernahm er den Hof seiner Eltern.
Kurz nach der Eingemeindung Dietfurts 1978 wurde Zäh in den Stadtrat der Stadt Treuchtlingen gewählt sowie 1984 in den Kreistag des Landkreises Weißenburg-Gunzenhausen. Beiden Gremien gehört er bis zu seinem Tode an. Von 1996 bis 2002 war er Treuchtlingens Dritter Bürgermeister und seit 2002 Zweiter Bürgermeister. Als Ortssprecher von Dietfurt fungierte er von 1978 bis 2014. Zudem war Zäh von 1988 bis 2007 stellvertretender Kreisvorsitzender der CSU. Von 1978 bis 2015 war er Mitglied im Aufsichtsrat der Raiffeisenbank Weißenburg-Gunzenhausen, davon von 1983 bis 1998 als Aufsichtsratsvorsitzender. Zäh starb 2020 mit 72 Jahren.
Richard Zäh war ab 1970 mit Luise verheiratet. Aus der Ehe gingen drei Kinder hervor.

## Ehrungen und Auszeichnungen
- 1996: Silberner Ehrenring der Stadt Treuchtlingen für seine 18-jährige Tätigkeit als Stadtrat
- 2007: Kommunale Verdienstmedaille in Bronze
- 2016: Goldener Ehrenring seiner Heimatstadt „in besonderer Anerkennung seiner hervorragenden Verdienste um das Gemeinwohl“[3]
- 2018: Verdienstorden der Bundesrepublik Deutschland (Bundesverdienstkreuz am Bande)[4][5]
- 2020: Ernennung als neunte Person zum Ehrenbürger der Stadt Treuchtlingen. Aufgrund der COVID-19-Pandemie in Deutschland wurde die Auszeichnung in seiner Abwesenheit verliehen.[6][7]